# 普天満宮洞穴

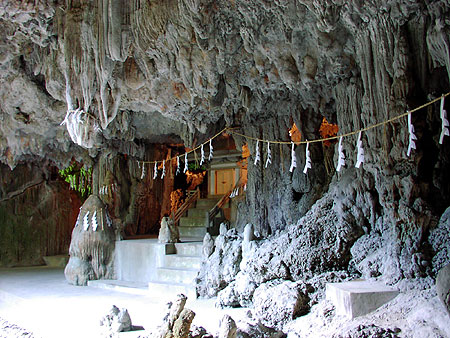
普天満宮洞穴

普天満宮洞穴（ふてんまぐうどうけつ）は沖縄県宜野湾市の普天満宮内に入り口がある全長約280mの鍾乳洞である。普天満女神や普天間仙人の伝説があり、沖縄貝塚時代前期後半以後の遺物が多数発掘されている。普天満宮はこの洞窟内に琉球古神道神を祀ったことに始まるとされる。50m程が公開されており、見学無料である。
- 1991年8月1日付で宜野湾市天然記念物指定。